# Prokop (pivo)
Prokop je značka piv, která vyrábí Zámecký pivovar Chyše, nazvaná podle zakladatelů rodu Lažanských, kteří od roku 1766 vlastnili zámek Chyše na Karlovarsku. Řada Prokop zahrnuje celkem tři základní piva – 11° světlé, 12° polotmavé a 12° tmavé. Příležitostně se vaří též vysokostupňové speciály. Malý pivovar s výstavem několik tisíc hektolitrů ročně, který si zakládá na kvalitních surovinách včetně žateckého chmele.

## Druhy piva
- Prokop 11° světlý, 4,0 % obj.
- Prokop 12° jantar, 4,2 0% obj.
- Prokop 12° tmavý, 4,2 0% obj.

Další sortiment tvoří speciály – v roce 2008 to byl vánoční tmavý speciál 22°, každoročně pak na Velikonoce, máje i Václava se vaří další „lahůdky“. Všechna piva jsou nepasterizovaná, vyrobená ze žateckého chmele, především pak z odrůdy žatecký poloraný červeňák.